# جایزه تانگ
جایزه تانگ (چینی: 唐獎) نام جایزه‌ای دوسالانه و بین‌المللی است که در ۴ حوزهٔ توسعه پایدار، زیست‌دارو، ساینولوژی و حاکمیت قانون اهدا می‌شود.
روند نامزدی و انتخاب افراد برای دریافت این جایزه، توسط یک کمیتهٔ اجرایی مستقل انجام می‌شود که با همکاری آکادمیا سینیکا (بزرگترین مؤسسهٔ پژوهشی در تایوان) شکل می‌گیرد.
هر برگزیده یک مدال تانگ به همراه دیپلم دریافت می کند. همچنین هر برگزیده 40 میلیون دلار جدید تایوان (معادل 1/3 میلیون دلار آمریکا) هدیه نقدی به همراه 10 میلیون دلار جدید تایوان (معادل 0.33 میلیون دلار آمریکا) پژوهانه برای پژوهش دریافت می‌کند.

## هدف
ساموئل یین، میلیاردر کارآفرین تایوانی جوایز تانگ را در ژانویه ۲۰۱۳ با هدف تشویق افراد در سراسر جهان به ترسیم مسیر میان‌بر برای رسیدن به  توسعه پایدار اعلام کرد. این جایزه با هدف شناسایی و حمایت از مشارکت‌کنندگان برای تلاش‌های انقلابی آنها در زمینه‌های تحقیقات حیاتی در قرن بیست و یکم، در سراسر جهان قابل دسترسی است. برندگان بر اساس اصالت کار و اقدامات و کمک‌های‌شان به جامعه، صرف نظر از جنسیت، مذهب، قومیت و ملیت انتخاب می‌شوند.